# Tesseractis (geometria)

Creat per Jason Hise amb Maya i Macromedia Fireworks. Una projecció 3D d'una figura de 8 cel·les que realitza una rotació simple al voltant d'un pla que bisecciona la figura de davant a l'esquerra cap a darrere a la dreta i de dalt a baix.

En geometria, un tesseract o 4-cub és un hipercub de quatre dimensions, anàleg a un quadrat bidimensional i a un cub tridimensional. De la mateixa manera que el perímetre del quadrat consta de quatre arestes i la superfície del cub consta de sis cares quadrades, la hipersuperfície del tesseract consta de vuit cel·les cúbiques, que es troben en angle recte. El tesseract és un dels sis 4-polítops regulars convexos.

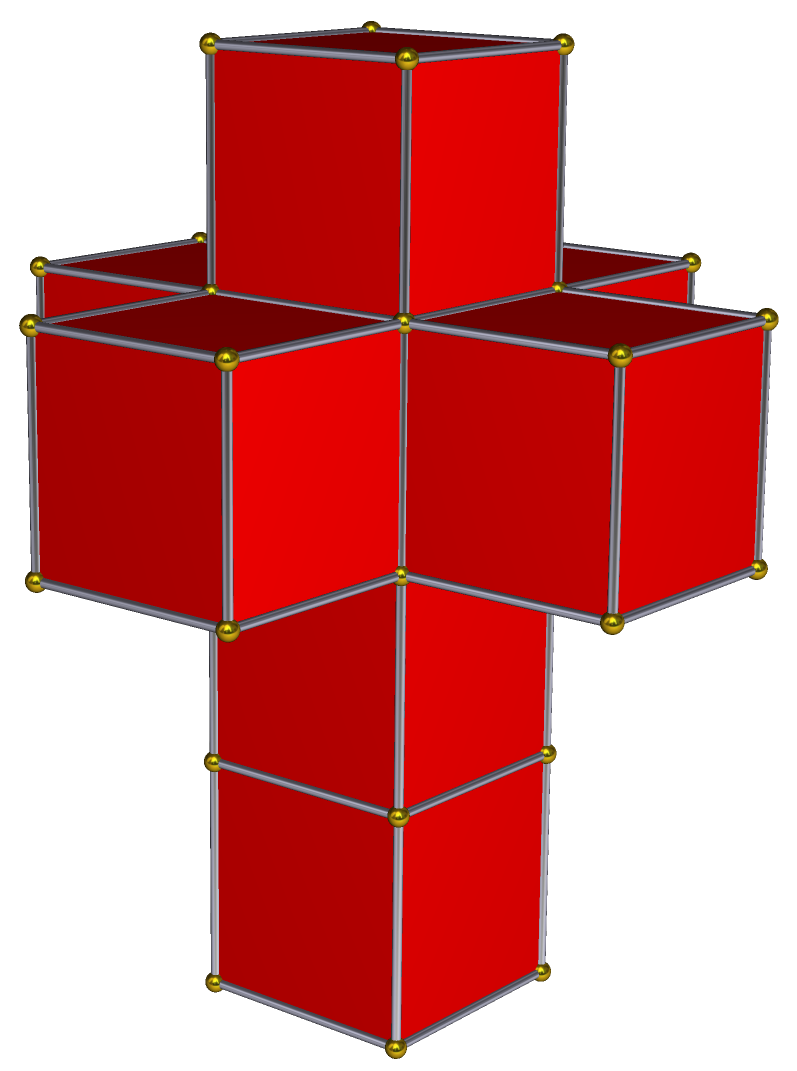
La creu de Dalí, una xarxa d'un tesseract

El tesseract també s'anomena octacoron de 8 cel·les, C8, (regular) o prisma cúbic. És el polítop de mesura tetradimensional, pres com a unitat d'hipervolum. Coxeter l'anomena polítop γ4  El terme hipercub sense una referència de dimensió es tracta sovint com a sinònim d'aquest polítop específic.
L'Oxford English Dictionary fa que la paraula tesseract es derivi del llibre de Charles Howard Hinton de 1888 , *A New Era of Thought*. El terme deriva del grec téssara (τέσσαρα 'quatre') i aktís (ἀκτίς 'raig'), referint-se a les quatre arestes des de cada vèrtex fins als altres vèrtexs. Hinton originalment va escriure la paraula com a tessaract.

El tesseract es pot desplegar en vuit cubs en un espai tridimensional, de la mateixa manera que el cub es pot desplegar en sis quadrats en un espai bidimensional.

## Geometria
Com a polítop regular amb tres cubs plegats al voltant de cada aresta, té el símbol de Schläfli {4,3,3} amb simetria hiperoctaèdrica d'ordre 384. Construït com un hiperprisma 4D fet de dos cubs paral·lels, es pot anomenar símbol de Schläfli compost {4,3} × { }, amb ordre de simetria 96. Com a duoprisma 4-4, un producte cartesià de dos quadrats, es pot anomenar amb un símbol de Schläfli compost {4}×{4}, amb ordre de simetria 64. Com a ortotop es pot representar mitjançant el símbol compost de Schläfli { } × { } × { } × { } o { }4, amb ordre de simetria 16.
Com que cada vèrtex d'un tesseract és adjacent a quatre arestes, la figura del vèrtex del tesseract és un tetràedre regular. El polítop dual del tesseract és el 16-cel·lular amb símbol de Schläfli {3,3,4}, amb el qual es pot combinar per formar el compost de tesseract i 16-cel·lular.
Cada aresta d'un tesseract regular té la mateixa longitud. Això és d'interès quan s'utilitzen tesseracts com a base d'una topologia de xarxa per enllaçar múltiples processadors en computació paral·lela : la distància entre dos nodes és com a màxim de 4 i hi ha molts camins diferents per permetre l'equilibri de pesos.
Un tesseract està delimitat per vuit hiperplans tridimensionals. Cada parell d'hiperplans no paral·lels s'interseca per formar 24 cares quadrades. Tres cubs i tres quadrats es tallen a cada aresta. Hi ha quatre cubs, sis quadrats i quatre arestes que es troben a cada vèrtex. En total, un tesseract consta de 8 cubs, 24 quadrats, 32 arestes i 16 vèrtexs.

### Coordenades
Un tesseract unitari té una longitud de costat 1 i es pren normalment com a unitat bàsica per a l'hipervolum en un espai de 4 dimensions. El tesseract unitari en un sistema de coordenades cartesianes per a un espai de 4 dimensions té dos vèrtexs oposats a les coordenades [0, 0, 0, 0] i [1, 1, 1, 1], i altres vèrtexs amb coordenades a totes les combinacions possibles de 0 s i 1 s. És el producte cartesià de l'interval unitari tancat [0, 1] en cada eix.
De vegades, un tesseract unitari està centrat a l'origen, de manera que les seves coordenades són les més simètriques {\displaystyle {\bigl (}{\pm {\tfrac {1}{2}}},\pm {\tfrac {1}{2}},\pm {\tfrac {1}{2}},\pm {\tfrac {1}{2}}{\bigr )}.} Aquest és el producte cartesià de l'interval tancat {\displaystyle {\bigl [}{-{\tfrac {1}{2}}},{\tfrac {1}{2}}{\bigr ]}} en cada eix.
Un altre tesseract habitualment convenient és el producte cartesià de l'interval tancat [−1, 1] a cada eix, amb vèrtexs a les coordenades (±1, ±1, ±1, ±1). Aquest tesseract té una longitud de costat de 2 i un hipervolum 24 = 16.

### Xarxa
El desplegament d'un polítop s'anomena xarxa. Hi ha 261 xarxes diferents del tesseract. Els desplegaments del tesseract es poden comptar mapejant les xarxes a arbres aparellats (un arbre junt amb una coincidència perfecta en el seu complement).
Cadascuna de les 261 xarxes pot enrajolar espais de 3.

### Construcció

Una animació del canvi de dimensions

La construcció d'hipercubs es pot imaginar de la següent manera:
- Unidimensional: Dos punts A i B es poden connectar per formar una recta, donant lloc a un nou segment AB.
- Bidimensional: Dos segments paral·lels AB i CD separats per una distància AB es poden connectar per formar un quadrat, amb els vèrtexs marcats com a ABCD.
- Tridimensional: Dos quadrats paral·lels ABCD i EFGH separats per una distància AB es poden connectar per formar un cub, amb les cantonades marcades com a ABCDEFGH.
- 4-dimensional: Dos cubs paral·lels ABCDEFGH i IJKLMNOP separats per una distància AB es poden connectar per convertir-se en un tesseract, amb les cantonades marcades com a ABCDEFGHIJKLMNOP. Tanmateix, aquest posicionament paral·lel de dos cubs de manera que els seus 8 parells de vèrtexs corresponents estiguin separats cadascun per una distància AB només es pot aconseguir en un espai de 4 o més dimensions.

Les 8 cel·les del tesseract es poden considerar (de tres maneres diferents) com dos anells entrellaçats de quatre cubs.
El tesseract es pot descompondre en 4-polítops més petits. És l'embolcall convex del compost de dos semidemòcrates (16-cel·les). També es pot triangular en simplex de 4 dimensions (cel·les irregulars de 5 punts) que comparteixen els seus vèrtexs amb el tesseract. Se sap que hi 92.487.256 triangulacions d'aquest tipus i que el nombre més baix de simplexis de 4 dimensions en qualsevol d'elles és de 16.
La dissecció del tesseract en instàncies del seu simplex característic (un ortoesquema particular amb diagrama de Coxeter) ) és la construcció directa més bàsica possible del tesseract. La cel·la 5 característica del cub 4 és una regió fonamental del grup de simetria que defineix el tesseract, el grup que genera els polítops B⁴. El simplex característic del tesseract genera directament el tesseract a través de les accions del grup, reflectint-se en les seves pròpies facetes delimitadores (les seves parets de mirall).